# Alaunstift

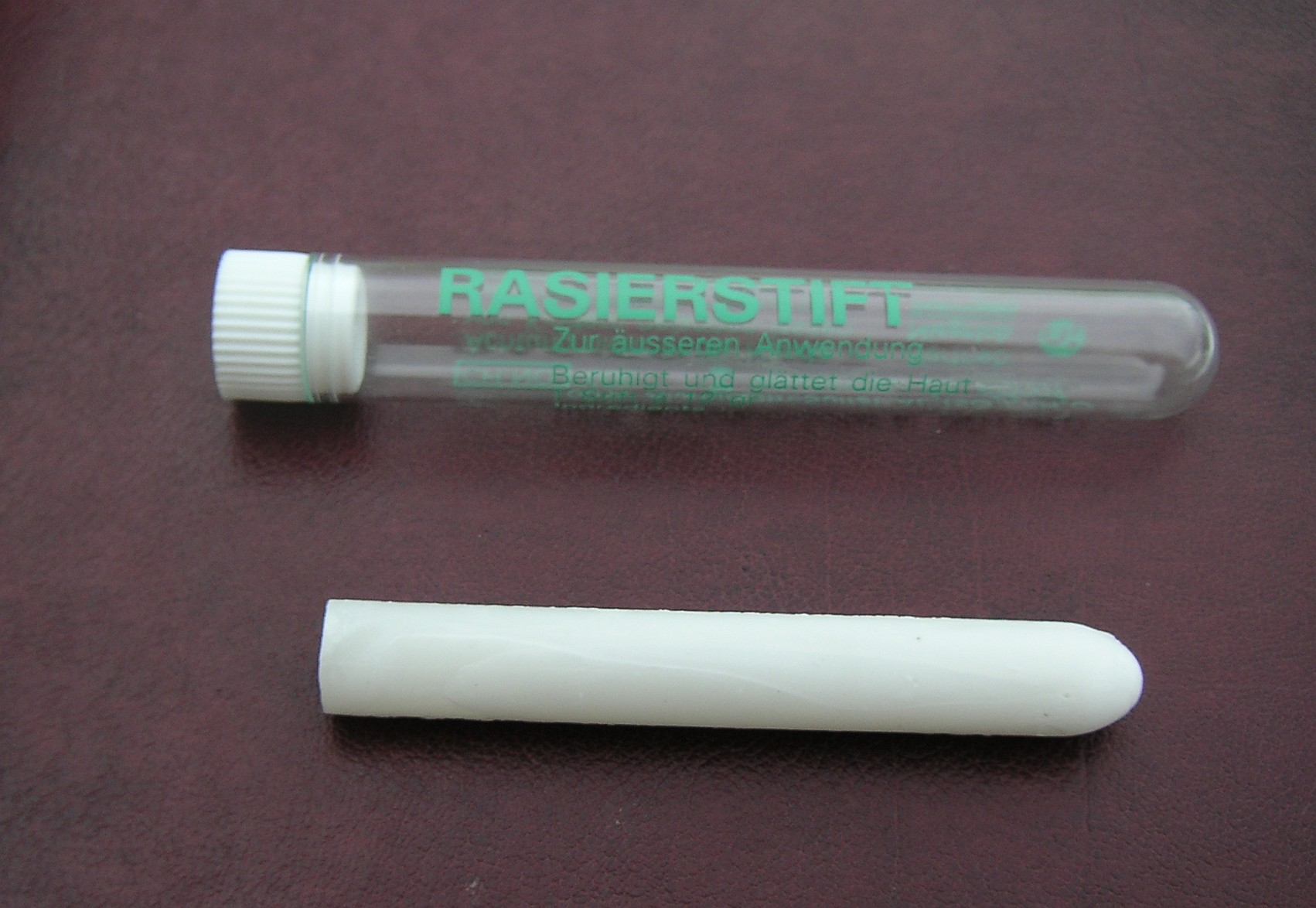
Rasierstift

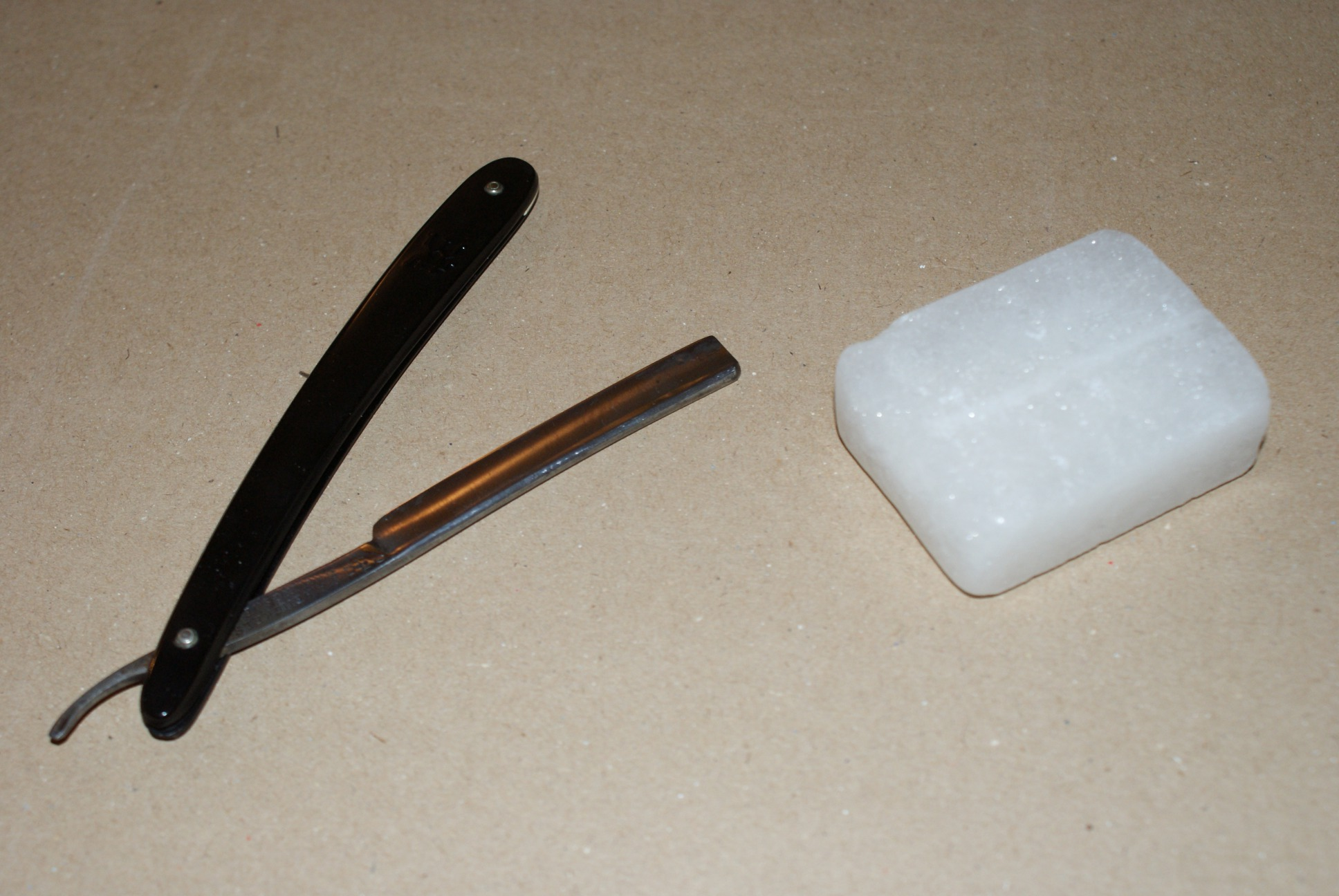
Alaunblock und Rasiermesser

Als Alaunstift (auch Rasierstift, Rasierstein oder Blutstillstift genannt) bezeichnet man ein stiftförmiges Präparat auf der Basis von Kaliumalaun, das zur Blutstillung oberflächlicher Hautverletzungen, wie sie beispielsweise beim Rasieren entstehen, verwendet wird.

## Anwendung
Alaun hat eine stark zusammenziehende (adstringierende) Wirkung. Aufgetragen auf eine kleine blutende Wunde, lässt er das Gewebe zusammenziehen und die Blutplättchen können die verletzten Gefäße schneller schließen. Während es früher üblich war, einen kompakten Block aus Alaun auf Wunden zu halten, nimmt man heute eher einen Alaunstift. Am häufigsten wird er nach der Nassrasur eingesetzt sowie beim Trimmen und der Krallenpflege von Haustieren. Der Stift lässt sich auch als Deodorant einsetzen, da Alaun das Bakterienwachstum behindert. Alaun brennt auf der Haut.

## Zusammensetzung
Verbreitet sind Alaunstifte auf Basis von Kalialaun, KAl(SO4)2·12 H2O. Oft werden andere Salze zugesetzt, um eine geeignete Konsistenz zu erzielen. Ein klassisches Rezept verwendet 70 Masseprozent Kalialaun, 9 % Aluminiumchlorid und je 7 % Eisen(II)-sulfat, Kupfersulfat und Zinksulfat. Die Salze werden gemischt, aufgeschmolzen und in Stiftform gegossen. Im Handel sind auch Stifte aus 11 % Kalialaun und 89 % Aluminiumsulfat.
Seltener sind Alaunstifte aus einer wachshaltigen Mischung.

## Hygieneregeln
Die Verwendung von mehrfach verwendbaren Alaunstiften in Friseursalons ist nicht erlaubt, da Alaunstifte nach einer Verwendung üblicherweise nicht gereinigt beziehungsweise desinfiziert werden. Hierfür stellt der Fachhandel allerdings einzeln steril verpackte Alaunstifte bereit, die nach einmaligem Gebrauch entsorgt werden.